# Anatrytone
Anatrytone is een geslacht van vlinders van de familie dikkopjes (Hesperiidae), uit de onderfamilie Hesperiinae.

## Soorten
- A. mazai (Freeman, 1969)
- A. potosiensis (Freeman, 1969)